# 香港三育中學
香港三育中學（英語：Hong Kong Sam Yuk Secondary School；曾用英文校名為Sam Yuk Middle School, Happy Valley Branch），為香港一所已停辦的按額津貼中學，位於跑馬地，其前身「先導教會小學」於1948年創立，五年後改辦中學，至2008年因收生不足被「殺校」。

## 歷史
此校原先為基督復臨安息日會創辦之「先導教會小學」（後改名為「三育小學」），於1948年在跑馬地開辦。及後，因中學學額需求增加，原校於1953年起改辦中學，並於一年後完成擴建；同時，校名亦先改為「三育中學愉園分校」，再於十年後改為「香港三育中學」。
約於1980年代，此校獲列為按額津貼中學，並開始接受政府資助。及後，此校於1993年起開辦預科，轉為完全中學。
自1990年代起，此校已出現收生不足問題，中一班數由五班跌至三班，其後問題日漸轉差。直至2006年，因只能錄取一班中一，少於新學制下開設三班的最低要求，被教育統籌局要求提交續辦方案。
由於上述發展方案被當局駁回，經辦學團體決議，香港三育中學於2008年正式停辦，結束其55年歷史。

## 歷任行政人員[7]

### 校監
校監一職概由辦學團體應屆會長兼任。
- 1953年-1959年：許維廉 牧師（Rev. William Albert Hilliard）[註 4]（創校校監）
- 1960年-1962年：芮德 先生
- 1963年：米樂爾 先生（Clarence B. Miller）
- 1964年-1968年：羅彬思 牧師（Rev. J. Robbins）
- 1969年-1976年：朱天明 先生
- 1977年-1981年：楊健生 先生
- 1982年-1989年：王溢中 先生
- 1990年-1995年：黃彩雲 女士
- 1996年-2008年：馮效良 牧師（末任校監）

### 校長
- 1953年-1959年：居義理 牧師（Rev. Delbert W. Curry）（創校校長，兼同系九龍三育中學校長）
- 1959年-1961年：米倫義 師母（Mrs. R.M. Milne）
- 1961年-1966年、1980年-1989年：陸慶達 博士[註 5]
- 1966年-1980年：鄧宗煊 牧師（後調至同系九龍三育中學）
- 1989年-1992年：李沈津 博士
- 1992年-1995年：褟炳權 先生
- 1995年-1996年：符運明 博士
- 1996年-1999年：楊沛銓 先生
- 1999年-2005年：余昌寧 先生（後調至同系大埔三育中學）
- 2005年-2008年：鍾志興 先生（末任校長，後降職為同系九龍三育中學副校長）

## 校舍
此校原有校舍佔地2,660平方米，樓高五層，設20間課室及少量特別室。
隨著此校於2008年停辦，原校舍曾先後用作同系「三育國際社區中心」及智障人士教育中心。三年後，辦學團體申請將校舍重建為教堂、長者屋及老人院，但直至2017年才拆卸。原址於2024年完成重建，現為「曦蕓居」。

## 知名/傑出校友
- 鄭永乾（1963年英文部中五畢業）：辦學團體牧師，曾任此校校董會主席
- 王俊棠（1970年肄業）：無綫電視男演員
- 冼林沃：香港武術及搏擊名家
- 李健和[12]：前香港足球運動員，現為東方足球隊主教練
- 羅天宇：香港男演員

## 註解
1. ↑  此校前身「先導教會小學」早於1948年創立，但直至1953年才開辦中學部，故創辦年份以後者為準。
2. 1 2  2007/08學年數字[1]
3. ↑  若計及先導教會小學則為60年。
4. ↑  許維廉又譯「許威廉」。
5. ↑  陸慶達又名「陸怡然」。
6. ↑  後改為18間[8]

## 外部連結
- 官方網頁 （页面存档备份，存于）